# Saint-Jean-d'Arvey
Saint-Jean-d'Arvey és un municipi francès situat al departament de la Savoia i a la regió d'Alvèrnia-Roine-Alps. L'any 2007 tenia 1.422 habitants.

## Demografia

### Població
El 2007 la població de fet de Saint-Jean-d'Arvey era de 1.422 persones. Hi havia 547 famílies de les quals 115 eren unipersonals (46 homes vivint sols i 69 dones vivint soles), 197 parelles sense fills, 212 parelles amb fills i 23 famílies monoparentals amb fills.
La població ha evolucionat segons el següent gràfic:
Habitants censats

### Habitatges
El 2007 hi havia 647 habitatges, 562 eren l'habitatge principal de la família, 38 eren segones residències i 47 estaven desocupats. 524 eren cases i 115 eren apartaments. Dels 562 habitatges principals, 443 estaven ocupats pels seus propietaris, 111 estaven llogats i ocupats pels llogaters i 8 estaven cedits a títol gratuït; 9 tenien una cambra, 25 en tenien dues, 69 en tenien tres, 116 en tenien quatre i 343 en tenien cinc o més. 499 habitatges disposaven pel capbaix d'una plaça de pàrquing. A 188 habitatges hi havia un automòbil i a 352 n'hi havia dos o més.

### Piràmide de població
La piràmide de població per edats i sexe el 2009 era:
| Homes | Edats   | Dones |
| ----- | ------- | ----- |
| 4     | 95 o +  | 0     |
| 0     | 90 a 94 | 4     |
| 4     | 85 a 89 | 8     |
| 8     | 80 a 84 | 4     |
| 8     | 75 a 79 | 24    |
| 24    | 70 a 74 | 20    |
| 32    | 65 a 69 | 24    |
| 20    | 60 a 64 | 20    |
| 52    | 55 a 59 | 40    |
| 40    | 50 a 54 | 52    |
| 36    | 45 a 49 | 52    |
| 64    | 40 a 44 | 72    |
| 48    | 35 a 39 | 52    |
| 32    | 30 a 34 | 48    |
| 24    | 25 a 29 | 36    |
| 12    | 20 a 24 | 40    |
| 48    | 15 a 19 | 64    |
| 76    | 10 a 14 | 64    |
| 48    | 5 a 9   | 28    |
| 28    | 0 a 4   | 44    |

## Economia
El 2007 la població en edat de treballar era de 941 persones, 730 eren actives i 211 eren inactives. De les 730 persones actives 698 estaven ocupades (374 homes i 324 dones) i 31 estaven aturades (13 homes i 18 dones). De les 211 persones inactives 95 estaven jubilades, 77 estaven estudiant i 39 estaven classificades com a «altres inactius».

### Ingressos
El 2009 a Saint-Jean-d'Arvey hi havia 586 unitats fiscals que integraven 1.560,5 persones, la mediana anual d'ingressos fiscals per persona era de 22.798 €.

### Activitats econòmiques
Dels 48 establiments que hi havia el 2007, 1 era d'una empresa alimentària, 4 d'empreses de fabricació d'altres productes industrials, 5 d'empreses de construcció, 5 d'empreses de comerç i reparació d'automòbils, 2 d'empreses de transport, 3 d'empreses d'hostatgeria i restauració, 1 d'una empresa d'informació i comunicació, 2 d'empreses financeres, 4 d'empreses immobiliàries, 8 d'empreses de serveis, 11 d'entitats de l'administració pública i 2 d'empreses classificades com a «altres activitats de serveis».
Dels 8 establiments de servei als particulars que hi havia el 2009, 1 era una oficina de correu, 1 guixaire pintor, 2 lampisteries, 1 electricista, 1 perruqueria, 1 veterinari i 1 agència immobiliària.
Dels 2 establiments comercials que hi havia el 2009, 1 era una botiga de més de 120 m² i 1 una fleca.
L'any 2000 a Saint-Jean-d'Arvey hi havia 10 explotacions agrícoles.

## Equipaments sanitaris i escolars
L'únic equipament sanitari que hi havia el 2009 era una farmàcia.
El 2009 hi havia 1 escola maternal i 1 escola elemental.

## Poblacions més properes
El següent diagrama mostra les poblacions més properes.